# El Nanche, San Lucas Ojitlán
El Nanche är en ort i Mexiko.   Den ligger i kommunen San Lucas Ojitlán och delstaten Oaxaca, i den sydöstra delen av landet, 300 km sydost om huvudstaden Mexico City. El Nanche ligger 84 meter över havet och antalet invånare är 185.
Terrängen runt El Nanche är varierad. Runt El Nanche är det ganska glesbefolkat, med 39 invånare per kvadratkilometer. Närmaste större samhälle är San Lucas Ojitlán, 10,2 km norr om El Nanche. Trakten runt El Nanche består huvudsakligen av våtmarker.